# Ancyronyx sophiemarie
Ancyronyx sophiemarie là một loài bọ cánh cứng trong họ Elmidae. Loài này được Jäch miêu tả khoa học năm 2004.